# Orchard Hills, New South Wales
Orchard Hills este o suburbie în Sydney, Australia.